# Mahmoud Fayad
Mahmoud Fayad (arabiska: محمود فياض), född 9 mars 1925 i Alexandria, död 18 december 2002, var en egyptisk tyngdlyftare som tog OS-guld i fjädervikt (60 kg) vid olympiska sommarspelen 1948 i London. Han tog också två VM-guld och satte ett världsrekord.